# George Sharples
George Frank Vincent Sharples (Ellesmere Port, 20 settembre 1943 – 14 dicembre 2020) è stato un calciatore inglese, di ruolo centrocampista.

## Carriera
Sharples dopo aver giocato nelle giovanili dell'Everton esordisce nella prima squadra delle Toffees (e, più in generale, tra i professionisti) all'età di 17 anni, durante la stagione 1960-1961, nella quale gioca 5 partite senza mai segnare; dopo essere rimasto in rosa anche nella stagione 1961-1962 ma senza mai scendere in campo in partite di campionato, torna a giocare nella stagione 1962-1963, in cui gioca 2 partite senza mai segnare (vincendo tra l'altro il campionato), alle quali aggiunge poi ulteriori 3 presenze senza reti durante la stagione 1963-1964, che è anche la sua ultima nel club di Liverpool: nel 1964 viene infatti ceduto al Blackburn, altro club di prima divisione, con il quale durante la stagione 1964-1965 gioca 5 partite di campionato; nella stagione 1965-1966, al termine della quale il club retrocede in seconda divisione, Sharples gioca invece da titolare, collezionando 29 presenze e segnando anche le sue prime 3 reti (he resteranno di fatto anche le uniche in carriera in questa categoria), per un totale in carriera di 44 presenze e 3 reti nella prima divisione inglese. Tra il 1966 ed il 1969 gioca poi in seconda divisione con il Blackburn, e, nonostante degli infortuni che lo condizionano, segna in totale 2 reti in 69 partite di campionato nell'arco di tre stagioni. Dopo un biennio di inattività (dal 1969 al 1971), torna brevemente a giocare durante la stagione 1971-1972, nella quale gioca 25 partite in quarta divisione con il Southport, per poi ritirarsi per problemi fisici all'età di 29 anni.
In carriera ha totalizzato complessivamente 138 presenze e 5 reti nei campionati della Football League.

## Palmarès

### Club

#### Competizioni nazionali
- Campionato inglese: 1

Everton: 1962-1963
- Charity Shield: 1

Everton: 1963